# بزرگراه میان‌ایالتی ۷۴
بزرگراه میان ایالتی ۷۴ (به انگلیسی: Interstate-74، مخفف:I-74) یکی از بزرگراه‌های میان ایالتی آمریکاست. که مسیر شرقی-غربی داشته و زیرمجموعه دارد.